# Національний театр Івана Вазова
Національний театр Івана Вазова (болг. Народен театър „Иван Вазов“) — національний драматичний театр у столиці Болгарії місті Софії, що носить ім'я класика болгарської драматургії Івана Вазова; головна театральна сцена країни.
Національний театр Івана Вазова є найстарішим і найавторитетнішим театром у Болгарії після звільнення, він є наступником столичної драматичної групи «Сльоза і сміх» (болг. Сълза и смях), який 1904 року був названий Болгарський національний театр, від 1906 до 1952 року — Національний театр, у період 1952—62 роках називався Національний театр Христо Сарафова, надалі у 1962—77 роки і від 1982 року постійно — Національний театр Івана Вазова.

## Загальна інформація
Національний театр Івана Вазова міститься в розкішній спеціально зведеній театральній будівлі за адресою:
вул. Ігнатія Дякона, буд. 5, м. Софія-1000 (Болгарія).
Будинок театру зведений у 1906 році за проектом Бюро Фельнер & Гельмер. Споруда зазнала декількох пожеж, але щоразу ретельно відновлювалась.
У теперішній час Софійський Національний театр має сучасне обладнання та велику сцену на 750 місць, є також камерна зала на 120 місць і сцена на четвертому поверсі на 70 посадкових місць для глядачів.
Нині директором закладу є Павло Васєв (болг. Павел Васев).

## Будинок театру
Будівля Національного театру була побудована неподалік від колишнього князівського палацу в Софії (сьогодні це приміщення Національної художньої галереї) за проектом австрійського архітекторського бюро Бюро Фельнер & Гельмер й завершена наприкінці 1906, та урочисто відкрита для виступів 3 січня 1907 року. 

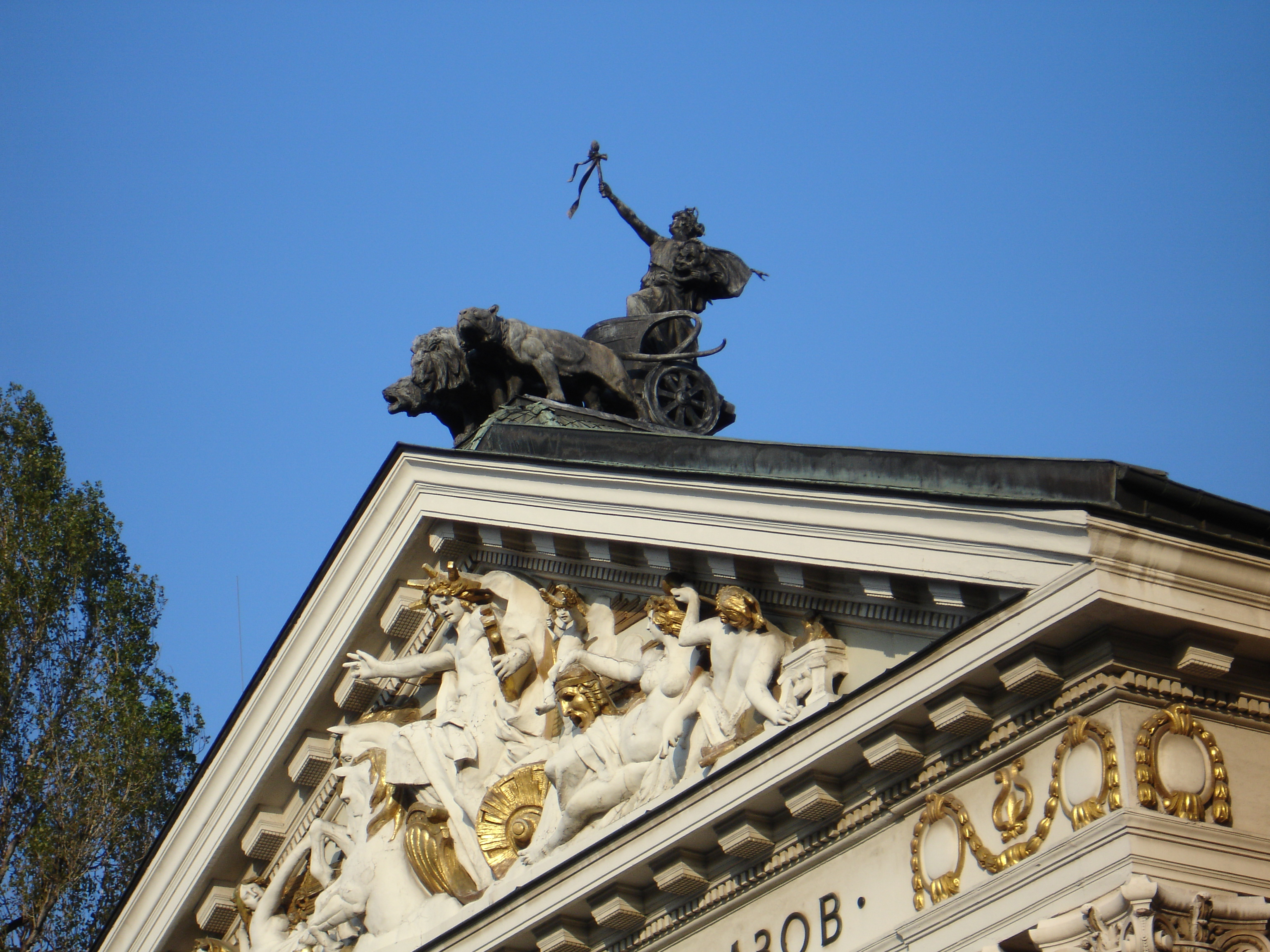
Фрагмент фасаду театру

У 1923 році, під час вистави зчинилась пожежа, яка нанесла будівлі значних пошкоджень. Театр був остаточно відновлений у 1929 році за проектом німецького архітектора Мартіна Дюльфера, роботами керував болгарський інженер-будівельник Кирило Чапаров (болг. Кирил Чапаров). 
Під час бомбардування Софії під час II Світової війни (1943—44) будівлі Національного театру було завдано серйозної шкоди, але був реставрований у 1945 році. Остання в часі реконструкція театрального приміщення мала місце в 1971—75 роки, тоді ж була створена спеціальна камерна зала. 
У 2007 році в Національному театрі Івана Вазова тривали ремонтні роботи, що заторкнули фасад, покрівлю, скульптури тощо. 
У живописі фасадів використані фарби з вмістом каучуку, що підвищує витривалість стін за різних погодних умов. Вкриті сухозліткою декоративні елементи були покриті наново листами золотої фольги.

## З історії та сьогодення театру

### Національний театр від створення до війни (1904—1944)

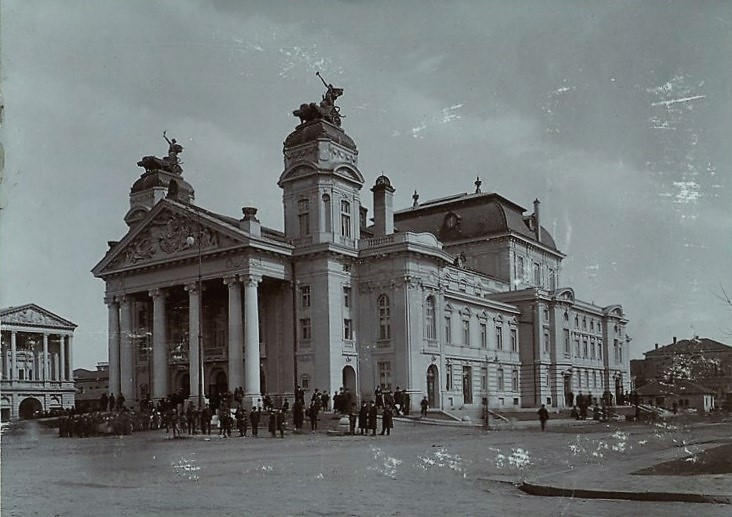
Театр у 1907 році

Тогочасним головним режисером театру був Йозеф Шмаха. До основоположників театрального мистецтва в Софії належить також акторська плеяда — Василь Кірков (Васил Кирков), Адріана Будевська (Адриана Будевска), Христо Сарафов (Кръстьо Сарафов), Христо Ганчев, Атанас Кірчев (Атанас Кирчев), Віра Ігнатієва (Вера Игнатиева), Златина Недєва (Златина Недева), Іван Попов (Иван Попов), Ґєно Кіров (Гено Киров), Єлена Снєжина (Елена Снежина), Теодорина Стойчева тощо.
У відкритому 1925 року театральному училищі виховувалось нове покоління талановитих артистів. У 1920—30-х роках, коли директором протягом майже 2 десятиліть був Володимир Василєв (Владимир Василев), до акторського колективу закладу входили Володимир Трандафілов (Владимир Трандафилов), Зорка Йорданова, Марта Попова, Георгій Стаматов (Георги Стаматов), Іван Дімов (Иван Димов), Костянтин Кісімов (Константин Кисимов), Невена Буюклієва (Невена Буюклиева), Петя Герганова, Микола Ікономов (Никола Икономов), Борис Михайлов, Ольга Кірчева (Олга Кирчева), Ірина Тасєва (Ирина Тасева), Ружа Делчева та інші.
Серед керівників Національного театру в Софії до 9 вересня 1944 року — Іл. Міларов, Пенчо Славейков, а серед директорів — Іван Попов, Б. Ангелов, В. Йорданов, Ст. Л. Костов та інші. З числа режисерів, драматургів і художників того часу помітний слід у історії колективу лишили Юрій Д. Яковлєв (Юрий Д. Яковлев), Микола Лілієв (Николай Лилиев), Микола Массалітінов (Николай Масалитинов), Хрисан Цанков, Іван Пенков (Иван Пенков), Іван Мілєв.

### Театр у повоєнній БНР
Попри ідеологічну зашореність і нагляд, а також панування в мистецтві догм так званого соціалістичного реалізму, на сцені Національного театру в Софії в повоєнний час були постановки високого художнього рівня, здебільшого за класичними творами болгарської і світової драматургії. 
Провідні режисери театру в часи соціалізму — Стефан Сирчаджиєв (Стефан Сърчаджиев), Філіп Філіпов (Филип Филипов), Христо Мірськи (Кръстьо Мирски), Єнчо Халачев (Енчо Халачев), Микола Люцканов (Николай Люцканов), Мойсей Бенєш (Моис Бениеш), Младен Кісєлов (Младен Киселов), Крикор Азарян та інші. 
Театр продовжує традиції корифеїв, а його акторське обличчя в цей час визначають: Таня Масалітінова (Таня Масалитинова), Маргарита Дупаринова, Славка Славова, Мила Павлова, Андрей Чапразов, Рачко Ябанджієв (Рачко Ябанджиев), Асен Миланов, Спас Джонев, Апостол Карамітєв (Апостол Карамитев), Йордан Матєв (Йордан Матев), Стефан Гецов, Любомир Кабакчієв (Любомир Кабакчиев) і чимало інших акторів.

### після 1989 року
Від початку 1990-х років директором театру є професор Василь Стефанов, з перервою на період 2000—03 років. 
У результаті демократичних змін, заклад встановив безпосередні взаємини з іншими театральними колективами Європи, брав участь у низці театральних фестів та конкурсів. 
До числа режисерів, які здійснили найуспішніші у цьому десятилітті постановки, належать: Леон Деніел, Маргарита Младенова, Александр Морфов, Іван Добчев (Иван Добчев).

## З репертуару
У репертуарі Національного театру Івана Вазова — постановки за творами найвідоміших європейських та світових авторів, а також найвидніших представників болгарської літератури.
Так театральна афіша 2010 року включає вистави як класичні, так і експериментальні: Снегирьов и неговият син Илюша за уривками з роману «Брати Карамазови» Ф. М. Достоєвського, Сирано дьо Бержерак, Мизантроп, или Мрачният влюбен за Мольєром, Козата или коя е Силвия ?, Всшнева градина («Вишневий сад» А. П. Чехова), Последната нощ на Сократ, Дон Жуан та інші. 

## Виноски
1. ↑  Контакти [Архівовано 2010-05-22 у Wayback Machine.] на Офіційна вебсторінка театру (болг.)
2. ↑  Європейська театральна архітектура — Arts and Theatre Institute.
3. ↑  Репертуар театру [Архівовано 8 червня 2010 у Wayback Machine.] на Офіційна вебсторінка театру (болг.)